# Tournoi asiatique des Cinq Nations de rugby à XV 2009
Navigation
Tournoi 2008 Tournoi 2010
Le Tournoi asiatique des Cinq Nations 2009 est la deuxième édition du Tournoi asiatique des Cinq Nations, compétition annuelle de rugby à XV qui voit s'affronter les nations membres de l'Asian Rugby Football Union. Il est découpé en six compétitions distinctes qui se déroulent du 22 mars au 4 juillet dans plusieurs villes du continent asiatique. Le Japon remporte le championnat Élite, baptisé également Top 5.

## Participants
23 équipes participent à cette édition.
| Top 5 - Japon - Corée du Sud - Hong Kong - Kazakhstan - Singapour | Division 1 - Golfe Persique - Taipei chinois - Sri Lanka - Thaïlande | Division 2 - Chine - Malaisie - Inde - Pakistan |

| Division 3 - Philippines - Guam - Indonésie - Iran | Régionale 1 - Laos - Brunei - Cambodge | Régionale 2 - Ouzbékistan - Kirghizistan - Mongolie |

## Top 5
Les quatre premiers de l'édition 2008 (Japon, Corée du Sud, Hong Kong, Kazakhstan) sont rejoints par le vainqueur de la Division 1, Singapour.

### Classement
| Rang | Pays         | J | V | N | D | Bo | Bd | Pm  | Pe  | Diff | Pts |
| ---- | ------------ | - | - | - | - | -- | -- | --- | --- | ---- | --- |
| 1    | Japon (T)    | 4 | 4 | 0 | 0 | 4  | 0  | 271 | 41  | +230 | 24  |
| 2    | Kazakhstan   | 4 | 3 | 0 | 1 | 0  | 0  | 88  | 139 | -51  | 15  |
| 3    | Corée du Sud | 4 | 2 | 0 | 2 | 2  | 1  | 218 | 144 | +74  | 13  |
| 4    | Hong Kong    | 4 | 1 | 0 | 3 | 2  | 1  | 110 | 126 | -16  | 8   |
| 5    | Singapour    | 4 | 0 | 0 | 4 | 0  | 0  | 40  | 196 | -156 | 1   |

|  | Vainqueur du tournoi (no 1).                      |
|  | Relégué en Division 1 pour le tournoi 2010 (no 5) |
|  | T : tenant du titre 2008.                         |

Attribution des points : Cinq points sont attribués pour une victoire, trois points pour un match nul, aucun point en cas de défaite. Un point de bonus est accordé à l'équipe qui marque au moins quatre essais ou qui perd par moins de huit points.

### Résultats
Première journée
| Le 25 avril à Séoul | Corée du Sud | 65 – 0  | Singapour  |
| Le 25 avril à Osaka | Japon        | 87 – 10 | Kazakhstan |

Deuxième journée
| Le 2 mai à Hong Kong | Hong Kong  | 6 – 59  | Japon        |
| Le 2 mai à Almaty    | Kazakhstan | 30 – 27 | Corée du Sud |

Troisième journée
| Le 9 mai à Singapour | Singapour    | 19 – 22 | Kazakhstan |
| Le 9 mai à Séoul     | Corée du Sud | 36 – 34 | Hong Kong  |

Quatrième journée
| Le 16 mai à Osaka     | Japon     | 80 – 9 | Corée du Sud |
| Le 16 mai à Hong Kong | Hong Kong | 64 – 6 | Singapour    |

Cinquième journée
| Le 23 mai à Singapour | Singapour  | 15 – 45 | Japon     |
| Le 24 mai à Almaty    | Kazakhstan | 25 – 6  | Hong Kong |

## Division 1
Le Golfe persique, relégué du Top 5 en 2008, affronte Taïwan, le Sri Lanka et la Thaïlande, promue de division 2, en première division du tournoi des cinq nations asiatique. La compétition se joue en matchs à élimination directe et fait partie des matchs qualificatifs à la coupe du monde 2011. La sélection du Golfe persique est promue en Top 5 tandis que la Thaïlande redescend en Division 2.
|  | Demi-finales        | Demi-finales       |                        |    | Finale              | Finale              |
|  | Demi-finales        | Demi-finales       |                        |    | Finale              | Finale              |
|  |                     |                    |                        |    |                     |                     |
|  | le 8 avril à Dubaï  | le 8 avril à Dubaï |                        |    | le 11 avril à Dubaï | le 11 avril à Dubaï |
|  | le 8 avril à Dubaï  | le 8 avril à Dubaï |                        |    | le 11 avril à Dubaï | le 11 avril à Dubaï |
|  | Golfe Persique      | 36                 |                        |    | le 11 avril à Dubaï | le 11 avril à Dubaï |
|  | Golfe Persique      | 36                 |                        |    | le 11 avril à Dubaï | le 11 avril à Dubaï |
|  | Thaïlande           | 17                 |                        |    | le 11 avril à Dubaï | le 11 avril à Dubaï |
|  | Thaïlande           | 17                 | Golfe Persique         | 44 |                     |                     |
|  | le 8 avril à Dubaï  |                    | Golfe Persique         | 44 |                     |                     |
|  |                     | Taipei chinois     | 24                     |    |                     |                     |
|  | Taipei chinois      | Taipei chinois     | 24                     | 36 |                     |                     |
|  | Taipei chinois      |                    |                        | 36 |                     |                     |
|  | Sri Lanka           | 24                 |                        |    |                     |                     |
|  | Sri Lanka           | 24                 | Match pour la 3e place |    |                     |                     |
|  |                     |                    |                        |    |                     |                     |
|  | le 11 avril à Dubaï |                    |                        |    |                     |                     |
|  |                     |                    |                        |    |                     |                     |
|  | Thaïlande           | 17                 |                        |    |                     |                     |
|  | Thaïlande           | 17                 |                        |    |                     |                     |
|  | Sri Lanka           | 51                 |                        |    |                     |                     |
|  | Sri Lanka           | 51                 |                        |    |                     |                     |

## Division 2
La Chine, reléguée de Division 1 en 2009, affronte la Malaisie, l'Inde et le Pakistan. La compétition se joue en matchs à élimination directe. La Malaisie est promue en Division 1 pour l'édition 2010, le Pakistan est relégué en Division 3.
|  | Demi-finales             | Demi-finales             |                        |    | Finale                   | Finale                   |
|  | Demi-finales             | Demi-finales             |                        |    | Finale                   | Finale                   |
|  |                          |                          |                        |    |                          |                          |
|  | le 3 juin à Kuala Lumpur | le 3 juin à Kuala Lumpur |                        |    | le 6 juin à Kuala Lumpur | le 6 juin à Kuala Lumpur |
|  | le 3 juin à Kuala Lumpur | le 3 juin à Kuala Lumpur |                        |    | le 6 juin à Kuala Lumpur | le 6 juin à Kuala Lumpur |
|  | Chine                    | 25                       |                        |    | le 6 juin à Kuala Lumpur | le 6 juin à Kuala Lumpur |
|  | Chine                    | 25                       |                        |    | le 6 juin à Kuala Lumpur | le 6 juin à Kuala Lumpur |
|  | Pakistan                 | 19                       |                        |    | le 6 juin à Kuala Lumpur | le 6 juin à Kuala Lumpur |
|  | Pakistan                 | 19                       | Chine                  | 15 |                          |                          |
|  | le 3 juin à Kuala Lumpur |                          | Chine                  | 15 |                          |                          |
|  |                          | Malaisie                 | 43                     |    |                          |                          |
|  | Malaisie                 | Malaisie                 | 43                     | 43 |                          |                          |
|  | Malaisie                 |                          |                        | 43 |                          |                          |
|  | Inde                     | 29                       |                        |    |                          |                          |
|  | Inde                     | 29                       | Match pour la 3e place |    |                          |                          |
|  |                          |                          |                        |    |                          |                          |
|  | le 6 juin à Kuala Lumpur |                          |                        |    |                          |                          |
|  |                          |                          |                        |    |                          |                          |
|  | Pakistan                 | 3                        |                        |    |                          |                          |
|  | Pakistan                 | 3                        |                        |    |                          |                          |
|  | Inde                     | 44                       |                        |    |                          |                          |
|  | Inde                     | 44                       |                        |    |                          |                          |

## Division 3
Cette division voit s'affronter les Philippines, Guam, l'Indonésie et l'Iran. Les Philippines sont promues en Division 2.
|  | Demi-finales             | Demi-finales             |                        |    | Finale                 | Finale                 |
|  | Demi-finales             | Demi-finales             |                        |    | Finale                 | Finale                 |
|  |                          |                          |                        |    |                        |                        |
|  | le 1er juillet à Manille | le 1er juillet à Manille |                        |    | le 4 juillet à Manille | le 4 juillet à Manille |
|  | le 1er juillet à Manille | le 1er juillet à Manille |                        |    | le 4 juillet à Manille | le 4 juillet à Manille |
|  | Philippines              | 15                       |                        |    | le 4 juillet à Manille | le 4 juillet à Manille |
|  | Philippines              | 15                       |                        |    | le 4 juillet à Manille | le 4 juillet à Manille |
|  | Iran                     | 0                        |                        |    | le 4 juillet à Manille | le 4 juillet à Manille |
|  | Iran                     | 0                        | Philippines            | 25 |                        |                        |
|  | le 1er juillet à Manille |                          | Philippines            | 25 |                        |                        |
|  |                          | Guam                     | 0                      |    |                        |                        |
|  | Guam                     | Guam                     | 0                      | 23 |                        |                        |
|  | Guam                     |                          |                        | 23 |                        |                        |
|  | Indonésie                | 3                        |                        |    |                        |                        |
|  | Indonésie                | 3                        | Match pour la 3e place |    |                        |                        |
|  |                          |                          |                        |    |                        |                        |
|  | le 4 juillet à Manille   |                          |                        |    |                        |                        |
|  |                          |                          |                        |    |                        |                        |
|  | Iran                     | 48                       |                        |    |                        |                        |
|  | Iran                     | 48                       |                        |    |                        |                        |
|  | Indonésie                | 13                       |                        |    |                        |                        |
|  | Indonésie                | 13                       |                        |    |                        |                        |

## Divisions régionales

### Régionale 1
La compétition se joue à Savannakhet entre le Laos, le Cambodge et Brunei sous la forme d'un championnat
| Rang | Nation   | J | V | N | D | Pm | Pe | Diff | Pts |
| ---- | -------- | - | - | - | - | -- | -- | ---- | --- |
| 1    | Laos     | 2 | 2 | 0 | 0 | 36 | 11 | +25  | 4   |
| 2    | Brunei   | 2 | 1 | 0 | 1 | 29 | 38 | -9   | 2   |
| 3    | Cambodge | 2 | 0 | 0 | 2 | 13 | 29 | -16  | 0   |

|  | Vainqueur du tournoi (no 1). |

| Le 22 mars en sport | Laos     | 28 – 8  | Brunei   |
| Le 25 mars en sport | Cambodge | 10 – 21 | Brunei   |
| Le 28 mars en sport | Laos     | 8 – 3   | Cambodge |

### Régionale 2
La compétition se joue à Tachkent entre l'Ouzbékistan, le Kyrgyzistan et la Mongolie. L'Ouzbékistan remporte la compétition. En marge de la finale, la Mongolie joue contre l'équipe réserve d'Ouzbékistan et l'emporte 36 à 12.

#### Demi-finale
| Le 10 juin | Kirghizistan | 38 – 21 | Mongolie |

#### Finale
| Le 13 juin | Ouzbékistan | 31 – 12 | Kirghizistan |